# Powiat Ostrawa-miasto
Powiat Ostrawa-miasto (czes. Okres Ostrava-město) – powiat w Czechach, w kraju morawsko-śląskim. Jego siedziba znajduje się w mieście Ostrawa, które do 31 grudnia 2006 stanowiło całość powiatu (grodzkiego). Obecnie w skład powiatu wchodzą również 3 inne miasta Klimkovice, Šenov (pol. Szonów) i Vratimov (pol. Racimów) oraz 9 gmin wiejskich. Powierzchnia powiatu wynosi 331,53 km², zamieszkuje go 342 918 osób (gęstość zaludnienia wynosi 1 034 mieszkańców na 1 km²).
Od 1 stycznia 2003 powiaty nie są już jednostką podziału administracyjnego Czech. Podział na powiaty zachowały jednak sądy, policja i niektóre inne urzędy państwowe. Został on również zachowany dla celów statystycznych.
Na północnym zachodzie sąsiaduje z powiatem Opawa, na wschodzie z powiatem Karwina, na południowym wschodzie z powiatem Frýdek-Místek i na południowym zachodzie z powiatem Nowy Jiczyn. Wszystkie te powiaty należą do kraju morawsko-śląskiego.

## Miejscowości powiatu Ostrawa-miasto
Pogrubioną czcionką wyróżniono miasta. 
- Čavisov – do 2006 powiat Opawa
- Dolní Lhota – do 2006 powiat Opawa
- Horní Lhota – do 2006 powiat Opawa
- Klimkovice – do 2006 powiat Nowy Jiczyn
- Olbramice – do 2006 powiat Nowy Jiczyn
- Ostrava
- Stará Ves nad Ondřejnicí – do 2006 powiat Frydek-Mistek
- Šenov – do 2006 powiat Frýdek-Místek
- Václavovice – do 2006 powiat Frýdek-Místek
- Velká Polom – do 2006 powiat Opawa
- Vratimov – do 2006 powiat Frýdek-Místek
- Vřesina – do 2006 powiat Nowy Jiczyn
- Zbyslavice – do 2006 powiat Nowy Jiczyn

## Struktura powierzchni
Według danych z 31 grudnia 2003 powiat miał obszar 214,23 km², w tym:
- użytki rolne – 40,17%, w tym 62,72% gruntów ornych
- inne – 59,83%, w tym 18,18% lasów
- liczba gospodarstw rolnych: 148

## Demografia
Dane z 31 grudnia 2003:
| Opis        | Ogółem  | Kobiety        | Mężczyźni      |
| ----------- | ------- | -------------- | -------------- |
| populacja   | 313 088 | 162 002 51,74% | 151 086 48,26% |
| średni wiek | 38,5    | 40,86          | 37,54          |

- gęstość zaludnienia: 1463,03 os./km²

## Zatrudnienie
| Mieszkańcy ze stałym zatrudnieniem | 133 029   |
| Średnia pensja miesięczna          | 17 570 Kč |
| Bezrobotni                         | 29 470    |
| Stopa bezrobocia                   | 18,36%    |

## Szkolnictwo
W powiecie Ostrawa działają:
| Rodzaj szkoły                   | Liczba szkół |
| ------------------------------- | ------------ |
| Przedszkola                     | 77           |
| Szkoły podstawowe               | 68           |
| Gimnazja                        | 10           |
| Szkoły średnie techniczne       | 22           |
| Szkoły średnie ogólnokształcące | 10           |
| Szkoły wyższe                   | 6            |

## Służba zdrowia
| Lekarze                               | 1 563 |
| Szpitale                              | 4     |
| Specjalistyczne ośrodki terapeutyczne | 3     |
| Gabinety dentystyczne                 | 188   |
| Apteki                                | 74    |